# رسومات الورشة

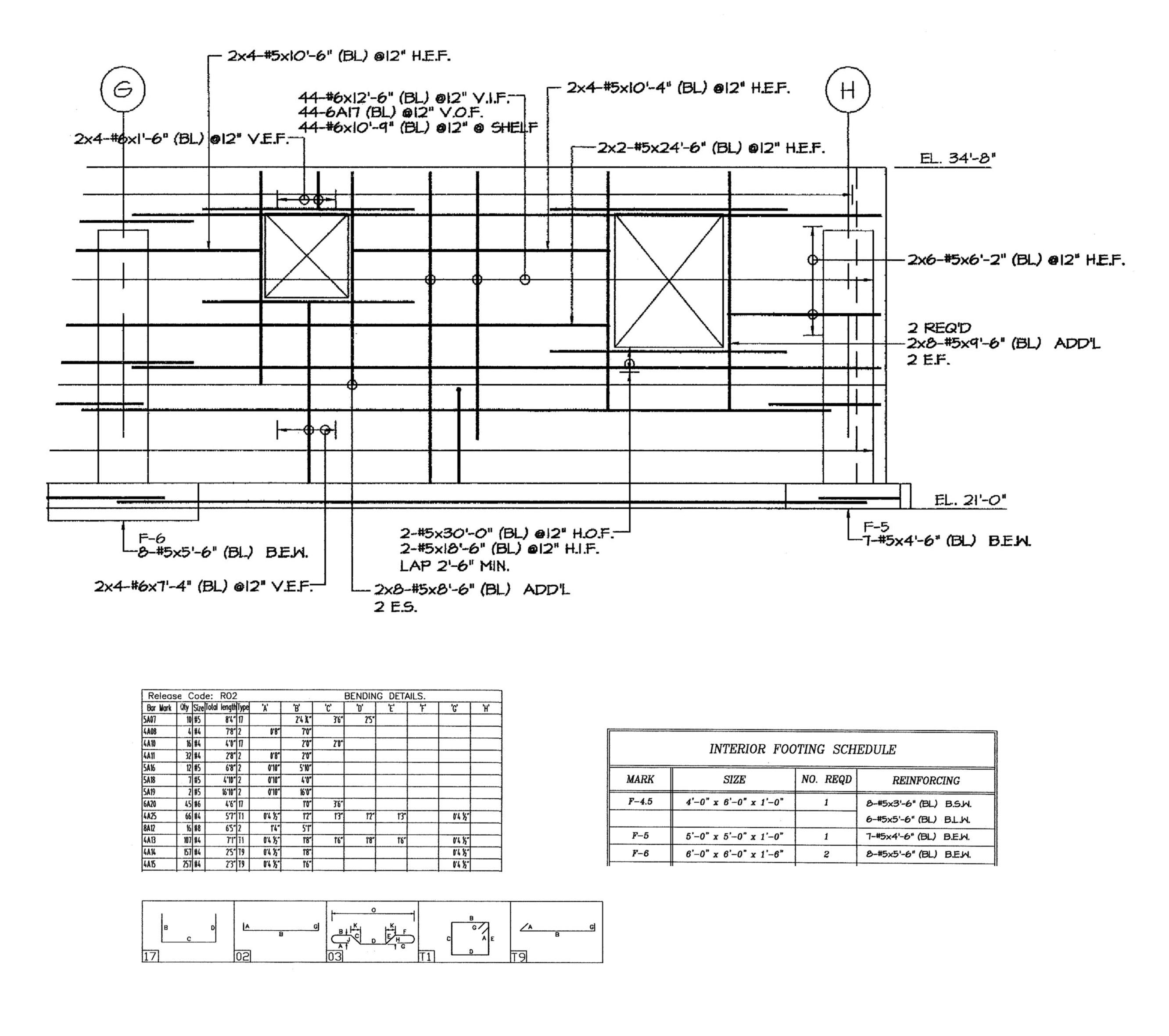

رسومات الورشة أو مخططات الورشة (بالإنجليزية: Shop Drawings) هي ذلك النوع من الرسومات التي ينتجها المقاول العام أو مقاول الباطن أو الجهة المصنعة أو المورد والتي تظهر الكثير من التفاصيل في الرسومات أكثر من الرسومات التنفيذية عادةً ما تكون الرسومات التنفيذية مطلوبة للمكونات الجاهزة، وتشمل الأمثلة على ذلك: المصاعد، والصلب الهيكلي، والعوارض الخشبية، والخرسانة المصبوبة مسبقًا، والنوافذ، والأجهزة، والخزائن، ووحدات معالجة الهواء، والأعمال الخشبية، ومن الأمور المهمة أيضًا الرسومات التخطيطية لتركيب وتنسيق أعمال الهندسة الكهربائية والميكانيكية مثل مجاري الهواء المصنوعة من الصفائح المعدنية، والأنابيب، والسباكة، والحماية من الحرائق، والكهرباء. يتم إنتاج الرسومات التنفيذية من قبل المقاولين والموردين بموجب عقدهم مع المالك. الرسم التخطيطي هو النسخة المرسومة من قبل الشركة المصنعة أو المقاول للمعلومات الموضحة في مستندات البناءيظهر الرسم التخطيطي للمتجر عادةً تفاصيل أكثر من مستندات البناء، يتم رسمها لشرح تصنيع تركيب العناصر لطاقم إنتاج الشركة المصنعة أو طواقم التركيب للمقاول، عادةً ما يكون أسلوب الرسم التخطيطي للمتجر مختلفًا تمامًا عن أسلوب الرسم التخطيطي للمهندس المعماري. ينصب التركيز الأساسي للرسم التخطيطي على المنتج أو التركيب المحدد ويستبعد أي تدوين يتعلق بالمنتجات والتركيبات الأخرى، ما لم يكن التكامل مع المنتج المعني ضروريًا.

## المعلومات الواجب تضمينها في رسومات الورشة

### معلومات المقارنة بين المهندس المعماري والمهندس
يجب أن تحتوي الرسومات على المعلومات التي تهم كل من المعماري والمهندس من أجل مقارنة المواصفات مع محتوى اللوحة، لذا تكون اللوحة بها مزيد من التفاصيل لكي تسهل دور المهندس أثناء استلام الأعمال من المقاول. يجب أن يتناول الرسم التخطيطي المظهر والأداء والأوصاف الوصفية في المواصفات ورسومات البناءغالبًا ما يكون الرسم التخطيطي أكثر تفصيلاً من المعلومات الواردة في مستندات البناء لإعطاء المهندس المعماري والمهندس الفرصة لمراجعة نسخة المُصنِّع للمنتج، قبل التصنيع، تساعد المراجع الخاصة بوثائق البناء والرسومات والمواصفات المهندس المعماري والمهندس في مراجعتهم للرسومات التنفيذية، قد يكون من المفيد إرفاق مواصفات المواد الخاصة بالشركة المصنعة، وأوراق القطع الكتالوجية، ومعلومات الشركة المصنعة الأخرى مع هذه الرسومات، نظرًا لأن الرسومات الهندسية تسهل موافقة المهندس المعماري والمهندس على المنتج، فيجب أن تكون واضحة وكاملة قدر الإمكان.